# Antoni Chruściel
General Antoni Chruściel (Gniewczyna Łańcucka, Áustria-Hungria, 16 de julho de 1895 - Washington,Estados Unidos, 30 de novembro de 1960) foi um general do exército polaco . É mais conhecido como comandante de facto de todas as forças armadas durante a Revolta de Varsóvia de 1944, assim como foi o chefe de gabinete do Exército da Pátria.

## Início da vida
Antoni Chruściel nasceu em 16 de julho de 1895 na aldeia de Gniewczyna Łańcucka. Em 1909, ainda estudante de um ginásio local em Jarosław , Chruściel juntou-se à tropa de escoteiros; também era ativo no movimento Zarzewie. Em 1914, após a eclosão da Primeira Guerra Mundial , mudou-se para Lwów , onde se juntou à Legião Oriental. Logo depois, como cidadão da Áustria-Hungria , foi convocado para o exército austro-húngaro. Depois de se formar em uma escola para oficias em maio de 1915, serviu em vários cargos, incluindo como comandante de uma companhia do 90º Regimento de Infantaria. Após a dissolução da Áustria-Hungria e no caos da frente oriental, o regimento de Chruściel foi a única unidade em todo o Exército Austro-Húngaro a retornar ao quartel como uma entidade organizada e com armas. Poucas semanas depois, Chruściel, juntamente com a maioria de sua unidade, juntou-se ao recém-formado Exército Polonês.

## Segunda Guerra Mundial
O regimento de Chruściel foi secretamente mobilizado entre 23 e 27 de março de 1939, este mudou-se para a vila de Szczerców, onde formou uma linha defensiva ao longo do rio Widawka. Após a eclosão da guerra em 1939, seu regimento entrou em combate em 2 de setembro, como parte do Grupo Operacional Piotrków do Exército de Łódź, a unidade de Chruściel recuou em direção à Fortaleza de Modlin e participou de sua defesa até a capitulação das unidades polonesas na área. Internado no campo de prisioneiros de guerra em Działdowo, foi libertado no final de outubro, já após o fim das hostilidades. Temendo que sua libertação do campo de prisioneiros fosse um erro, Chruściel mudou-se para Varsóvia, onde se estabeleceu sob uma variedade de nomes falsos. Em junho de 1940 juntou-se à organização clandestina União de Luta Armada (ZWZ). Inicialmente chefe da 3ª divisão, responsável pela formação e tática, desde outubro do mesmo ano Chruściel ocupou o cargo de vice-comandante da cidade de Varsóvia.

## Revolta de Varsóvia
Em 31 de julho de 1944, os comandantes poloneses, general Bór-Komorowski, e o coronel Antoni Chruściel ordenaram a mobilização total das forças do Exército da Pátria para as 17:00 do dia seguinte em Varsóvia. Chruściel (codinome "Monter") ficou encarregado de comandar as forças polonesas em Varsóvia. Inicialmente ele dividiu suas forças em oito áreas. Em 20 de setembro, foram reorganizados para se alinharem com as três áreas da cidade mantidas pelas forças polonesas. Toda a força, renomeada para Corpo do Exército de Varsóvia (em polonês: Warszawski Korpus Armii Krajowej) e comandada pelo general Antoni Chruściel - promovido a coronel no dia 14 de setembro - foi formada por três divisões de infantaria (Śródmieście, Żoliborz e Mokotów). Após a derrota da revolta, Chruściel foi capturado e enviado para um campo de prisioneiros de guerra alemão, onde permaneceu até sua libertação pelos americanos em maio de 1945.